# Henry Pickering Bowditch

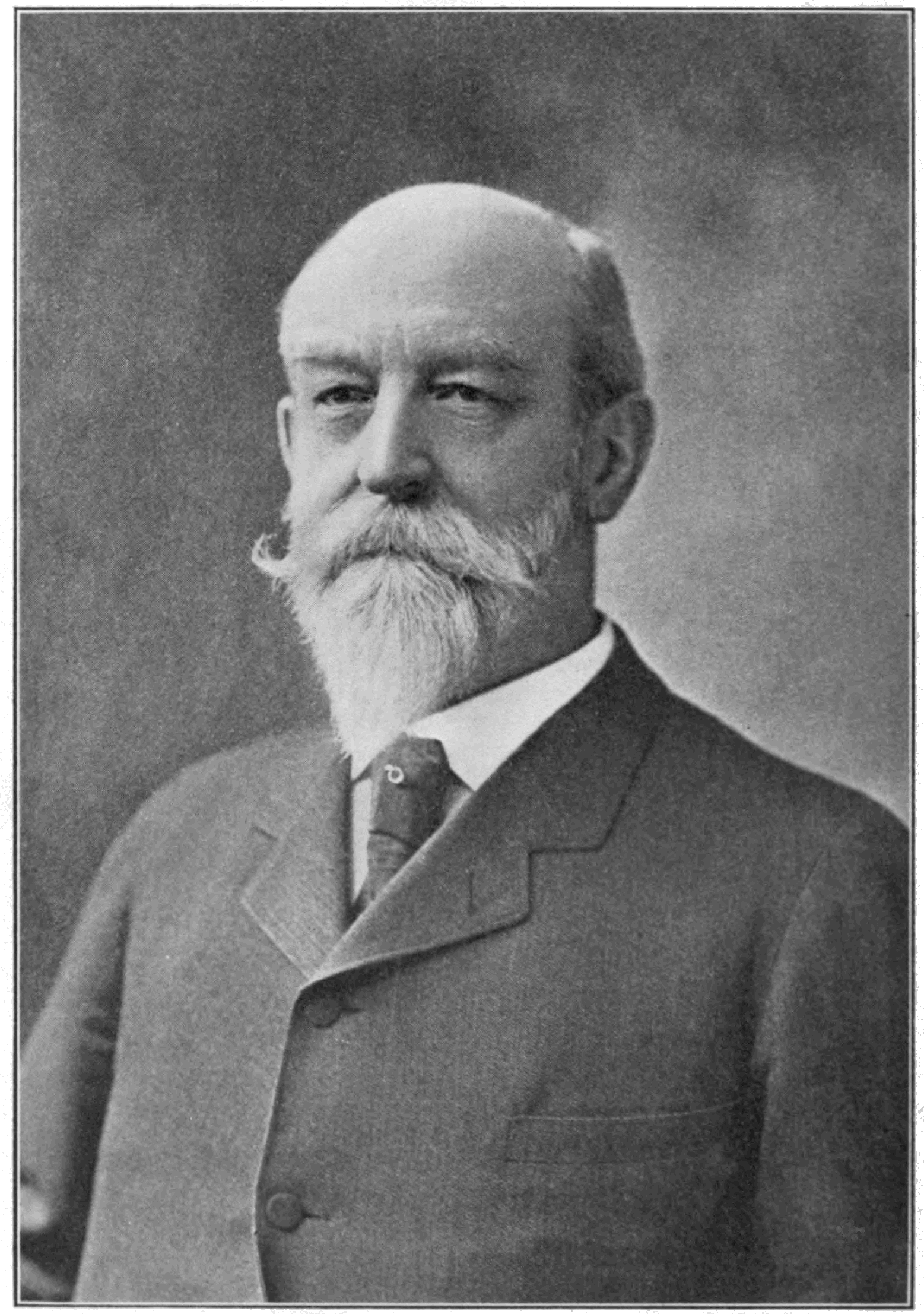
Henry Pickering Bowditch

Henry Pickering Bowditch (* 4. April 1840 in Boston; † 13. März 1911 ebenda) war ein US-amerikanischer Physiologe.

## Jugend
Bowditch war der Sohn von Jonathan Ingersoll Bowditch, einem Kaufmann in Boston, und Lucy Orne Nichols. Sein Großvater väterlicherseits war der autodidaktische Mathematiker Nathaniel Bowditch, der Autor des Buches New American Practical Navigator (1802) und der Übersetzer von Laplace’s Mécanique céleste. Sein Bruder Charles Pickering Bowditch war als Geschäftsmann und Archäologe tätig.
Bowditch verbrachte seine Kindheit in Boston und seine Jugend in dem neuen Familiensitz in West Roxbury, am Rande Bostons. Er ging bei Epes S. Dixwell  in die Prep School, die aufs College vorbereitende Schule zusammen mit seinem Klassenkameraden Oliver Wendell Holmes, Jr. Er ging aufs Harvard College im September 1857 und graduierte 1861. Weil er Medizin studieren wollte, besuchte er die Lawrence Scientific School in Cambridge und begann seine Studien in Naturgeschichte und Chemie. Aber dann kam der Amerikanische Bürgerkrieg dazwischen.

## Im Bürgerkrieg

Lawrence Scientific School at Harvard University 1866

Im November 1861 wurde er zum 2nd Lieutenant of the First Massachusetts Cavalry ernannt und im Januar 1862 wurden sie an die Front versetzt. Er nahm teil an der Schlacht von Secessionsville und sein Regiment war in Reverse in Fredericksburg. Im Juni wurde er zum First Lieutenant ernannt und im Mai 1863 zum Captain. Danach war in den Schlachten von Adie, Culpepper und Rapidan Station und New Hope Church, wo er am 27. November 1863 in den rechten Unterarm geschossen wurde. Während des Winters 1863/64 war er in Erholungsurlaub und im Februar 1864 wurde er ehrenhaft entlassen, aber trat jedoch sofort als Major in das Fifth Massachusetts Calvary Regiment ein, das aus Afroamerikanern bestand und zog mit diesem am 3. April 1865 in Richmond ein, wo er dann die Armee verließ.
Im Herbst 1865 nahm er sein Studium an der Lawrence Scientific School wieder auf, wo er unter Professor Jeffries Wyman studierte. Obwohl er im Herbst 1865 in die Harvard Medical School eintrat, setzte er seine Studien in den Semesterferien unter Wyman in vergleichender Anatomie fort. 1866 erhielt sein A. M. degree und 1868 graduierte er von der Medical School. Er studierte mit Charles Sanders Peirce (Bowditch graduierte in 1861, Peirce in 1859).

## In Europa
Im Spätsommer 1868 fuhr Bowditch nach Europa. Er verbrachte zunächst ein Jahr in Paris. Obwohl man aus seinen Notizbüchern weiß (die sich im Harvard Medical Archives befinden), beziehen sich viele seiner Eintragungen auf die Krankenhausärzte Jean-Martin Charcot, Paul Broca und Pierre-Charles-Alexandre Louis und seine Absicht, medizinische Praxis mit wissenschaftlichen Untersuchungen zu verbinden. Seine späteren Briefe geben einen klaren Hinweis darauf, dass er sich von dem rein wissenschaftlich Aspekt dieses Berufs angezogen fühlte. Diese wurden geschrieben, als er mit Claude Bernard und Louis-Antoine Ranvier studierte, wobei er sich drei Tage in der Woche der Physiologie widmete und die restlichen drei der Mikroskopie. Er besuchte Vorlesungen von anderen Wissenschaftlern, so z. B. Étienne-Jules Marey, über die Physik des Fliegens, Louis Denis Jules Gavarret (1809–1890) über die Physiologie der Muskel-Bewegung, Paul Bert über die Natur des Klangs und die Physiologie ihrer Wahrnehmung, sowie von Edmé Félix Alfred Vulpian über die Chemie des Blutes. Aber sein Urteil über die Pariser Medizinische Wissenschaft fiel negativ aus: “Französische Physiologie hat kein System.”
Auf Vorschlag des deutschen Physiologen Wilhelm Kühne reiste Bowditch nach Deutschland. Zuerst studierte er im Mai 1869 mikroskopische Anatomie in Bonn bei Max Schultze und Eduard Rindfleisch, und anschließend, im September 1869, zwei Jahre bei Carl Ludwig in Leipzig. Bowditch traf hier auf eine neue Generation von experimentellen Physiologen: Thomas Lauder Brunton (1844–1916) aus Scotland, Ray Lankester aus England, Angelo Mosso aus Italien, Hugo Kronecker aus Deutschland und C. Ustimovitsch aus Russland.
Bowditch war von 1876 bis 1906 Professor für Physiologie an der Harvard University. Ab 1903 war er der erste Inhaber der George Higginson professorship of physiology. Sein Nachfolger wurde Walter Cannon. 1872 wurde er in die American Academy of Arts and Sciences gewählt, 1887 in die National Academy of Sciences und 1904 in die American Philosophical Society.

## Familie
Am 9. September 1871, fünf Tage vor seiner Rückkehr nach Amerika, heiratete er Selma Knauth, die Tochter von Franz Theodor und Elisabeth Knauth, deutsche Bankiers aus Leipzig. Damit war Bowditch der Schwager des Rechtsanwalts Antonio Knauth.

## Schriften (Auswahl)
- Über die Interferenz des retardirenden und beschleunigenden Herznerven. In: Arbeiten aus der Physiologischen Anstalt zu Leipzig. 1972, S. 259–280.
- Über die Eigenthümlichkeiten der Reizbarkeit, welche die Muskelfasern des Herzens zeigen. In: Berichte über die Verhandlungen der Königlich-Sächsischen Gesellschaft der Wissenschaften zu Leipzig: Mathematisch-Physische Klasse. 23, 1871, S. 652–689, und übersetzt von J. Schaefer, W. Deppert, R. K. Lie, B. Lohff und M. I. M. Noble: On the pecularities of excitability which the fibres of cardiac muscle show. In: The Interval-Force Relationship of the Heart. Bowditch  Revisited. Cambridge University Press, 1992. (2. Auflage. 2011)
- Ueber den Nachweis der Unermüdlichkeit der Säugethiernerven. In: Archiv für Physiologie. 1890, S. 505–508.
- mit  Granville Stanley Hall: Optical Illusions of Motions. In: Journal of Physiology. 3, 1882, S. 297–307.
- Veröffentlichungen von Henry Pickering Bowditch im Internet-Archive